# Unbestrichener Raum
Der unbestrichene Raum ist ein Ausdruck aus dem Militärwesen und bezeichnet das vor einer verteidigten Deckung liegende Gelände, wohin der Verteidiger seine Waffen nicht richten kann.
Der unbestrichene Raum hängt also einerseits von der Topographie des Geländes, von der Grundrissgestaltung der Deckung (z. B. einer Festung) und von den einsetzbaren Waffen (z. B. Gewehre oder Geschütze) ab.
In den Zeiten, als man noch keine drehbaren Geschütze hatte, war die Anordnung und Gestaltung von ausspringenden Winkeln im Festungsbau von großer Bedeutung; später wurde man unabhängiger, da der unbestrichene Raum durch Drehung des Geschützes unabhängig von der Festungskonstruktion verkleinert werden konnte.